# Chile nos Jogos Parapan-Americanos de 2011
O Chile participa dos Jogos Parapan-Americanos de 2011, em Guadalajara, no Mexico, o país enviou 18 atletas para os jogos sendo 14 homens e 4 mulheres que participaram das disputas em 5 esportes.

## Atletismo
Chile enviou três atletas para as competições de atletismo, sendo dois homens e uma mulher.

## Levantamento de peso
Chile enviou dois atletas para as competições levantamento de peso.

## Natação
Chile enviou dois atletas para as competições de natação, sendo um homem e uma mulher

## Tênis de mesa
Chile enviou sete atletas para as competições de tênis de mesa.

## Tênis em cadeira de rodas
Chile enviou quatro atletas para as competições de tênis em cadeira de rodas, sendo dois homens e duas mulheres.

## Medalhas conquistadas

### Classificação do país
| Ordem | País        | Medalha de ouro | Medalha de prata | Medalha de bronze | Total |
| ----- | ----------- | --------------- | ---------------- | ----------------- | ----- |
| 9     | JAM Jamaica | 1               | 4                | 0                 | 5     |
| 10    | CHI Chile   | 1               | 0                | 3                 | 4     |
| 11    | PER Peru    | 0               | 0                | 1                 | 1     |

### Conquistas individuais
| Evento                    | Atleta              | Classe                | Medalha |
| ------------------------- | ------------------- | --------------------- | ------- |
| Tenis de Mesa             | Cristian I. Dettoni | Individual Masulino   | Ouro    |
| Levantamento de Pesos     | Juan Carlos Garrido | Masculino 60-67,5 kgs | Bronze  |
| Tenis de Mesa             | Chile               | Equipe Masculina      | Bronze  |
| Tenis em cadeira de rodas | Mardones/Ortiz      | Dupla feminina        | Bronze  |